# أغنيس تشان
أغنيس تشان (بالصينية: 陳美齡) هي تارينتو ومغنية صينية، ولدت في 20 أغسطس 1955 في هونغ كونغ في الصين.

## وصلات خارجية
- أغنيس تشان على موقع IMDb (الإنجليزية)
- أغنيس تشان على موقع ميوزك برينز (الإنجليزية)
- أغنيس تشان على موقع أول ميوزيك (الإنجليزية)
- أغنيس تشان على موقع ديسكوغز (الإنجليزية)
- أغنيس تشان على موقع قاعدة بيانات الفيلم (الإنجليزية)